# TNFRSF14
El mediador de entrada del herpesvirus (HVEM), también conocido como miembro 14 de la superfamilia del receptor del factor de necrosis tumoral (TNFRSF14), es un receptor de superficie celular humana de la superfamilia de receptores de TNF  codificado por el gen TNFRSF14.

## Nomenclatura
Esta proteína se conocía originalmente como mediador A de entrada del herpesvirus ( HveA ); HveB y HveC son proteínas estructuralmente no relacionadas de la superfamilia de inmunoglobulinas. También se le conoce como CD270 en el grupo de clasificación de diferenciación. Además, también se le conoce como ATAR (otro receptor asociado a TRAF).

## Función
La proteína codificada por este gen es miembro de la superfamilia de receptores de TNF. Se descubrió que la región citoplasmática de este receptor se une a varios miembros de la familia del factor asociado al receptor de TNF (TRAF), que pueden mediar en las vías de transducción de señales que activan la respuesta inmune.
En las células melanocíticas, la expresión del gen TNFRSF14 puede estar regulada por MITF.

## Interacciones
Se ha demostrado que TNFRSF14 interactúa con TRAF2, TNFSF14  y TRAF5. 

## Relevancia clínica
Las mutaciones en este gen se han asociado de forma recurrente con casos de linfoma difuso de células B grandes  y linfoma folicular de tipo pediátrico.
Este receptor fue identificado como un mediador celular de la entrada del virus del herpes simple (VHS). Se ha demostrado que la unión de la glicoproteína D (gD) de la envoltura viral del VHS a esta proteína receptora es parte del mecanismo de entrada viral.

## Otras lecturas
- Hsu H, Solovyev I, Colombero A, Elliott R, Kelley M, Boyle WJ (May 1997). «ATAR, a novel tumor necrosis factor receptor family member, signals through TRAF2 and TRAF5». The Journal of Biological Chemistry 272 (21): 13471-4. PMID 9153189. doi:10.1074/jbc.272.21.13471.
- Marsters SA, Ayres TM, Skubatch M, Gray CL, Rothe M, Ashkenazi A (May 1997). «Herpesvirus entry mediator, a member of the tumor necrosis factor receptor (TNFR) family, interacts with members of the TNFR-associated factor family and activates the transcription factors NF-kappaB and AP-1». The Journal of Biological Chemistry 272 (22): 14029-32. PMID 9162022. doi:10.1074/jbc.272.22.14029.
- Mauri DN, Ebner R, Montgomery RI, Kochel KD, Cheung TC, Yu GL, Ruben S, Murphy M, Eisenberg RJ, Cohen GH, Spear PG, Ware CF (January 1998). «LIGHT, a new member of the TNF superfamily, and lymphotoxin alpha are ligands for herpesvirus entry mediator». Immunity 8 (1): 21-30. PMID 9462508. doi:10.1016/S1074-7613(00)80455-0.
- Lee CH, Chinpaisal C, Wei LN (November 1998). «Cloning and characterization of mouse RIP140, a corepressor for nuclear orphan receptor TR2». Molecular and Cellular Biology 18 (11): 6745-55. PMC 109258. PMID 9774688. doi:10.1128/mcb.18.11.6745.
- Kelly K, Manos E, Jensen G, Nadauld L, Jones DA (February 2000). «APRIL/TRDL-1, a tumor necrosis factor-like ligand, stimulates cell death». Cancer Research 60 (4): 1021-7. PMID 10706119.
- Zhang J, Salcedo TW, Wan X, Ullrich S, Hu B, Gregorio T, Feng P, Qi S, Chen H, Cho YH, Li Y, Moore PA, Wu J (June 2001). «Modulation of T-cell responses to alloantigens by TR6/DcR3». The Journal of Clinical Investigation 107 (11): 1459-68. PMC 209323. PMID 11390428. doi:10.1172/JCI12159.
- Franco PJ, Farooqui M, Seto E, Wei LN (August 2001). «The orphan nuclear receptor TR2 interacts directly with both class I and class II histone deacetylases». Molecular Endocrinology 15 (8): 1318-28. PMID 11463856. doi:10.1210/mend.15.8.0682.
- Carfí A, Willis SH, Whitbeck JC, Krummenacher C, Cohen GH, Eisenberg RJ, Wiley DC (July 2001). «Herpes simplex virus glycoprotein D bound to the human receptor HveA». Molecular Cell 8 (1): 169-79. PMID 11511370. doi:10.1016/S1097-2765(01)00298-2.
- Bobik A, Kalinina N (December 2001). «Tumor necrosis factor receptor and ligand superfamily family members TNFRSF14 and LIGHT: new players in human atherogenesis». Arteriosclerosis, Thrombosis, and Vascular Biology 21 (12): 1873-5. PMID 11742858. doi:10.1161/atvb.21.12.1873.
- Struyf F, Posavad CM, Keyaerts E, Van Ranst M, Corey L, Spear PG (January 2002). «Search for polymorphisms in the genes for herpesvirus entry mediator, nectin-1, and nectin-2 in immune seronegative individuals». The Journal of Infectious Diseases 185 (1): 36-44. PMID 11756979. doi:10.1086/338116.
- Carfí A, Gong H, Lou H, Willis SH, Cohen GH, Eisenberg RJ, Wiley DC (May 2002). «Crystallization and preliminary diffraction studies of the ectodomain of the envelope glycoprotein D from herpes simplex virus 1 alone and in complex with the ectodomain of the human receptor HveA». Acta Crystallographica Section D 58 (Pt 5): 836-8. PMID 11976496. doi:10.1107/S0907444902001270.
- Hu YC, Shyr CR, Che W, Mu XM, Kim E, Chang C (September 2002). «Suppression of estrogen receptor-mediated transcription and cell growth by interaction with TR2 orphan receptor». The Journal of Biological Chemistry 277 (37): 33571-9. PMID 12093804. doi:10.1074/jbc.M203531200.
- Gill RM, Ni J, Hunt JS (December 2002). «Differential expression of LIGHT and its receptors in human placental villi and amniochorion membranes». The American Journal of Pathology 161 (6): 2011-7. PMC 1850908. PMID 12466117. doi:10.1016/S0002-9440(10)64479-3.
- Bender FC, Whitbeck JC, Ponce de Leon M, Lou H, Eisenberg RJ, Cohen GH (September 2003). «Specific association of glycoprotein B with lipid rafts during herpes simplex virus entry». Journal of Virology 77 (17): 9542-52. PMC 187402. PMID 12915568. doi:10.1128/JVI.77.17.9542-9552.2003.
- Jung HW, La SJ, Kim JY, Heo SK, Kim JY, Wang S, Kim KK, Lee KM, Cho HR, Lee HW, Kwon B, Kim BS, Kwon BS (December 2003). «High levels of soluble herpes virus entry mediator in sera of patients with allergic and autoimmune diseases». Experimental & Molecular Medicine 35 (6): 501-8. PMID 14749527. doi:10.1038/emm.2003.65. hdl:1805/24635.
- Krummenacher C, Baribaud F, Ponce de Leon M, Baribaud I, Whitbeck JC, Xu R, Cohen GH, Eisenberg RJ (May 2004). «Comparative usage of herpesvirus entry mediator A and nectin-1 by laboratory strains and clinical isolates of herpes simplex virus». Virology 322 (2): 286-99. PMID 15110526. doi:10.1016/j.virol.2004.02.005.

- Datos: Q18033326